# Стрелка (нижний приток Моломы)

Стрелка — река в России, протекает в Опаринском районе Кировской области. Устье реки находится в 238 км по правому берегу реки Молома. Длина реки составляет 16 км.
Исток реки в лесном массиве в 14 км к юго-востоку от посёлка Верхняя Волманга (центр Верхневолмангского сельского поселения). Река течёт на север, затем поворачивает на восток. Всё течение проходит по ненаселённому лесному массиву. Впадает в Молому ниже деревни Стрельская (центр Стрельского сельского поселения).

## Данные водного реестра
По данным государственного водного реестра России относится к Камскому бассейновому округу, водохозяйственный участок реки — Вятка от города Киров до города Котельнич, речной подбассейн реки — Вятка. Речной бассейн реки — Кама.
По данным геоинформационной системы водохозяйственного районирования территории РФ, подготовленной Федеральным агентством водных ресурсов:
- Код водного объекта в государственном водном реестре — 10010300312111100035454
- Код по гидрологической изученности (ГИ) — 111103545
- Код бассейна — 10.01.03.003
- Номер тома по ГИ — 11
- Выпуск по ГИ — 1